# Ніколо Торніолі

Ніколо Торніолі (італ. Niccolo Tornioli 1598–1651) — італійський художник доби бароко.

## Життєпис
Народився в місті Сієна. Художнє навчання почав опановувати в рідному місті. Працював в майстерні Франческо Рустічі, що вже знав знахідки і відкриття скандального римського художника Караваджо. На художню манеру митця вплинули також твори Андреа Саккі, Матіа Преті та П'єра Франческо Моли. Художня манера Ніколо Торніолі була настільки близькою до творів Матіа Преті, що їх часто плутали.
1635 року оселився в Римі і увійшов в гурток римських художників і скульпторів, серед яких були Алессандро Альґарді, Франческо Мокі, Агостіно Тассі, Спадаріно. Чуттєвий до зовнішніх впливів, в Римі рахувався з авторитетом і художніми знахідками відомого митця П'єтро да Кортона.
.

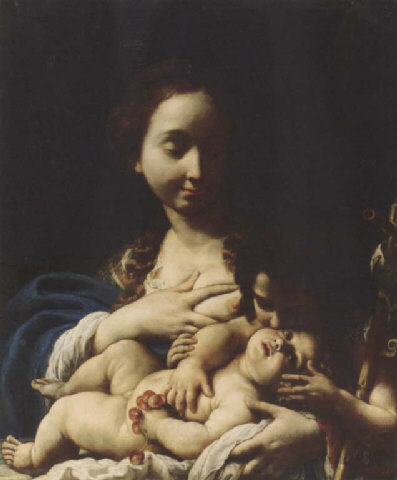
«Мадонна з немовлям та Іваном Хрестителем»

Серед патронів художника в Римі — кардинал Моріс Савойський (1593–1657), що брав участь в конклаві при обранні папою римським Урбана VIII. 1642 року перейшов на службу до кардинала Франческо Барберіні (1597–1679), по замові якого виконав релігійні композиції для церкви Святої Петронілли в місті Сієна. Важливими для художника були замови 1640-х років від Віргіліо Спада, брата кардинала Бернардино Спада (1594–1661). Кардинал придбав сім картин художника для власної картинної галереї і ще три по смерти художника. На відміну від релігійних композицій в церкві Святої Петронілли, що загинули в пожежі, картини в галереї Спада збережені і їх можна бачити в сучасному Римі. Завдяки покровительству Віргіліо Спада художник отримав замову на виконання мозаїк для каплиці в Базиліці Сан П'єтро, які не встиг виконати через власну смерть.
Був одружений, дружина — Цецилія Кастеллі. Подружжя мало доньку Франческу Марію.

## Вибрані твори
- «Архангел Михаїл»
- «Мадонна з душами святих»
- «Каін убиває Авеля»
- «Двобій Якова з янголом»
- «Гурток астрономів»

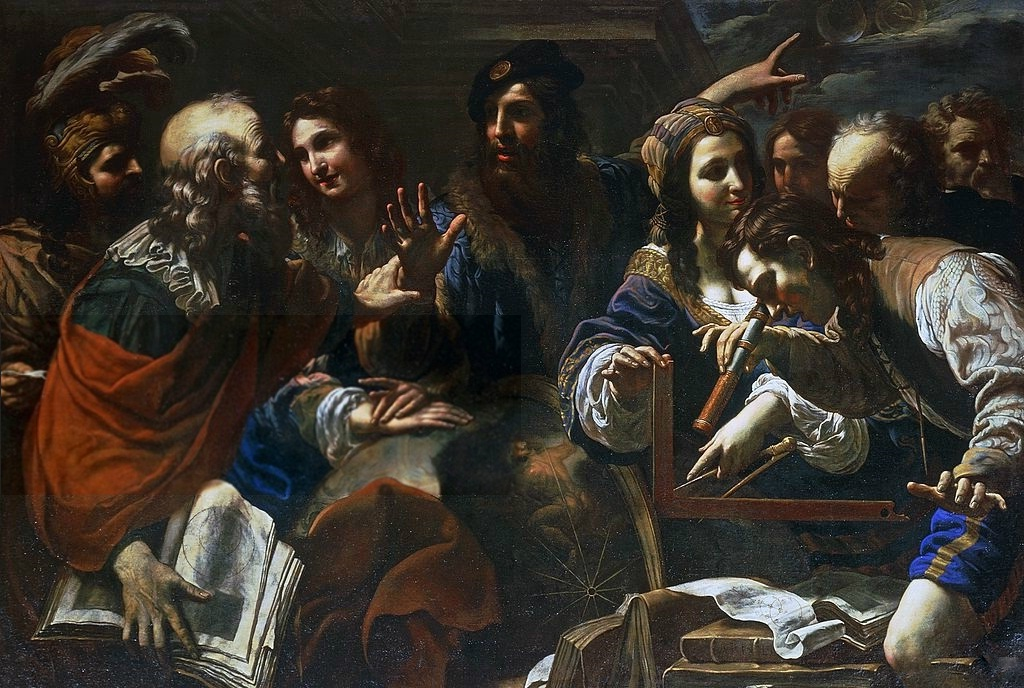
«Гурток астрономів», Галерея Спада, Рим.

- «Мадонна з немовлям та Іваном Хрестителем»
- «Розп'яття»
- «Мадонна з немовлям, св. Йосипом та Св. Августином»
- "Іван Євангеліст на острові Патмос "
- "Свята Ірина рятує Святого Себастьяна "
- "Вигнання торгашів з храму "